# Nils Gösta Wallengren
Nils Gösta Daniel Wallengren, född den 14 juni 1899 i Malmö, död den 21 januari 1976 i Vikens församling, Malmöhus län, var en svensk läkare.
Wallengren avlade studentexamen 1916, medicine kandidatexamen vid Lunds universitet 1920 och medicine licentiatexamen 1926. Han var extra läkare vid Lunds lasaretts öronavdelning sistnämnda år, assistentläkare och tillförordnad andre underläkare vid Växjö lasarett 1927, tillförordnad amanuens och underläkare vid öronkliniken i Lund tillsammans sju månader 1927 och 1929, tredje underläkare vid kirurgiska avdelningen på Malmö allmänna sjukhus 1927–1929, under den tiden tillförordnad underläkare vid öronavdelningen där sex månader 1928 samt extra ordinarie amanuens och vikarierande biträdande läkare vid Serafimerlasarettets öronpoliklinik 1929. Wallengren var praktiserande läkare i Helsingborg från 1930. Han innahade provinsialläkareförordnanden, diverse förordnanden som läkare vid öronavdelningen på Helsingborgs lasarett 1929–1938 samt som konsulterande öronläkare vid Landskrona lasarett 1933–1945 och som öronläkare vid Helsingborgs folkskolor 1943–1961. Wallengren innehade marinläkarestipendium över stat 1924–1926 och blev marinläkare av andra graden i reserven 1926, av första graden 1938. Han publicerade diktsamlingen Allt flämtade och brann (1919).
Nils Gösta Wallengren var son till Hans Wallengren och från 1933 gift med Lena Cederström. Han och hustrun vilar i samma grav som svärmodern Marika Stiernstedt på Vikens nya kyrkogård.